# Carretera Federal 22
La Carretera Federal 22, es una carretera Mexicana, se divide en dos secciones poco relacionadas, una en el estado de Baja California Sur y otra en el estado de Aguascalientes. 
La primera sección recorre el sur del estado de Baja California Sur, desde Ciudad Constitución hasta Puerto San Carlos, tiene una longitud de 58 km.
La segunda sección recorre el estado de Aguascalientes, desde Rincón de Romos hasta Ciénaga Grande, tiene una longitud de 36 km.
Las carreteras federales de México se designan con números impares para rutas norte-sur y con números pares para las rutas este-oeste. Las designaciones numéricas ascienden hacia el Sur de México para las rutas norte-sur y ascienden hacia el Este para las rutas este-oeste. Por lo tanto, la carretera federal 22, debido a que su trayectoria es este-oeste, tiene la designación de número par, y por estar ubicada en el Noroeste de México le corresponde la designación N° 22. 

## Trayectoria

### Baja California Sur
- Cd. Constitución  – Carretera Federal 1
- Puerto San Carlos

### Aguascalientes
- Rincón de Romos – Carretera Federal 45
- La Victoria – Carretera Federal 71
- Tepezala
- Real de Ascientos
- Ciénaga Grande – Carretera Federal 25